# Huehuetán (Guerrero)
Huehuetán es una localidad del estado mexicano de Guerrero. Es parte del municipio de Azoyú.

## Toponimia
El nombre «Huehuetán» proviene de los términos en náhuatl: huehue, viejo; tlan, lugar. Su significado es «Lugar viejo».

## Demografía
| Gráfica de evolución demográfica |
|                                  |

| Censo | Población |
| ----- | --------- |
| 1900  | 1 400     |
| 1910  | 1 674     |
| 1921  | 811       |
| 1930  | 904       |
| 1940  | 785       |
| 1950  | 1 157     |
| 1960  | 999       |
| 1970  | 927       |
| 1980  | 1 741     |
| 1990  | 1 662     |
| 2000  | 1 827     |
| 2010  | 1 910     |
| 2020  | 1 764     |